# The Haden Triplets
Les Haden Triplets, Petra, Tanya et Rachel (nées le 11 octobre 1971 à New York), sont des musiciennes qui se produisent individuellement dans des groupes et ensemble. Elles sont les filles du contrebassiste de jazz Charlie Haden.

## Histoire
Les triplées, séparément et ensemble, contribuent aux enregistrements et aux performances des Foo Fighters, Queens of the Stone Age, Weezer, Beck, Green Day, Todd Rundgren, the Rentals et Silversun Pickups. Petra et Rachel sont d'anciens membres de That Dog. Les trois avaient déjà joué ensemble en direct et en tant que The Fates pour l'album Hadestown d'Anaïs Mitchell.
En 2014, elles sortent leur premier album vocal ensemble, The Haden Triplets, produit par Ry Cooder pour Third Man Records, il rassemble des chansons country anciennes et dépouillées, le style préféré de leur grand-père paternel Carl E. Haden, comme la Carter Family, Bill Monroe, the Stanley Brothers, Webb Pierce, Kitty Wells et the Louvin Brothers. Le 13 janvier 2015, elles se produisent ensemble au concert commémoratif de Charlie Haden à l'hôtel de ville de New York.
En 2020, elles réalisent un album qui suit le premier, The Family Songbook.